# Strasserismo
Lo strasserismo (in tedesco: Strasserismus) è una corrente ideologica del nazismo che aderisce al nazionalismo rivoluzionario e all'antisemitismo economico, condizioni che devono essere raggiunte con una politica radicale, di massa e basata sui lavoratori, più aggressiva della politica del Partito nazista. L'ideologia dello strasserismo, che prende il nome dai fratelli Gregor e Otto Strasser, è un tipo di terza posizione, una politica di destra in opposizione al comunismo e al nazismo hitleriano.
Nella sua carriera politica, Otto Strasser guidò una fazione ultranazionalista all'interno del partito nazista, ma si dimise dal partito nel 1930; in seguito fondò il Fronte Nero per rivaleggiare con il partito nazista. A causa delle sue idee politiche, Otto Strasser fuggì dalla Germania nel 1933 e tornò nella Germania Ovest dopo la fine della Seconda guerra mondiale, nel 1953. Nella politica interna del partito nazista, lo strasserismo aveva molti sostenitori tra le truppe delle Sturmabteilung (SA), il che portò Hitler a epurare la fazione strasserista e ad uccidere il loro leader, Gregor Strasser, così come Ernst Röhm, il capo delle SA, durante la Notte dei lunghi coltelli nel luglio 1934.
Negli anni '80, il nazionalismo rivoluzionario e l'antisemitismo economico dello strasserismo riapparvero nella politica del Fronte Nazionale nel Regno Unito.

## Fratelli Strasser

### Gregor Strasser
Gregor Strasser (1892–1934) iniziò la sua carriera nella politica ultranazionalista tedesca unendosi ai Freikorps dopo aver prestato servizio nella Prima guerra mondiale. Partecipò al Putsch di Kapp e fondò il proprio Wehrverband völkisch, un’“unione di difesa popolare” che in seguito integrò nel Partito nazista nel 1921. Inizialmente fedele sostenitore di Hitler, partecipò al Putsch di Monaco e ricoprì alte cariche all’interno del partito. Tuttavia, Strasser divenne un forte sostenitore della corrente radicale del Partito nazista, sostenendo che la rivoluzione nazionalista dovesse risolvere la povertà imposta alla Germania del dopoguerra e cercare il sostegno politico della classe operaia tedesca.
Dopo che Adolf Hitler divenne Cancelliere, Ernst Röhm, leader delle Sturmabteilung, il principale braccio paramilitare del Partito nazista, invocò una seconda rivoluzione nazionalsocialista per rimuovere le élite economiche, sociali e politiche dalle posizioni di potere nel governo, nell’economia e nella politica tedesca. La rivoluzione proposta da Strasser e Röhm fu contrastata da conservatori, militari e nazisti hitleriani, i quali preferivano un regime autoritario ordinato ai programmi politicamente destabilizzanti proposti dai radicali strasseristi del partito.

### Otto Strasser
Otto Strasser (1897–1974) fu anch’egli membro dei Freikorps. Entrò nel Partito nazista nel 1925, dove continuò a promuovere l’importanza del socialismo all’interno del Nazionalsocialismo. Considerato ancora più radicale del fratello, Otto fu espulso dal partito nel 1930 e fondò il Fronte Nero (Schwarze Front), un gruppo dissidente che invocava una rivoluzione socialista di stampo nazionalista specificamente tedesco. Fuggì dalla Germania nel 1933, vivendo prima in Cecoslovacchia e poi in Canada, per poi tornare nella Germania Ovest in tarda età, continuando a scrivere prolificamente su Hitler e su quella che considerava la sua tradimento degli ideali del Nazionalsocialismo.

## Ideologia
Il termine strasserismo si riferisce alla forma di nazismo associata ai fratelli Strasser. Sebbene avessero partecipato alla creazione del programma Nazionalsocialista del 1920, entrambi chiedevano che il partito si impegnasse a “spezzare le catene del capitale finanziario”. Questa opposizione a quello che i nazisti chiamavano Finanzkapitalismus (capitalismo finanziario) e raffendes Kapital (che si traduce grossomodo come “capitalismo arraffone” o “avido”, inteso come “capitalismo ebraico”)—in contrapposizione al produttivismo o “capitalismo produttivo”—era condivisa anche da Adolf Hitler, che l’aveva ripresa da Gottfried Feder.
Questa forma populista di antisemitismo economico fu sostenuta da Otto Strasser nei Nationalsozialistische Briefe pubblicati nel 1925, in cui si parlava di conflitto di classe, redistribuzione della ricchezza e persino di una possibile alleanza con l’Unione Sovietica. Il suo seguito del 1930, Ministersessel oder Revolution (“Poltrona ministeriale o rivoluzione”), attaccava il tradimento di Hitler dell’aspetto socialista del nazismo e criticava anche il concetto del Führerprinzip. Sebbene Gregor Strasser condividesse molte delle posizioni del fratello, la sua influenza sull’ideologia fu inferiore, sia perché rimase nel partito nazista più a lungo sia per la sua morte precoce. Intanto Otto continuò a sviluppare le sue idee, chiedendo la frammentazione dei grandi latifondi e la creazione di una sorta di socialismo corporativo in stile gilda, con l’istituzione di una camera cooperativa del Reich che avesse un ruolo guida nella pianificazione economica.
È discusso se lo strasserismo fosse davvero una forma distinta di nazismo. Secondo lo storico Ian Kershaw, “i leader delle SA [tra cui Gregor Strasser] non avevano una visione alternativa del futuro della Germania né una politica alternativa da proporre”. Gli strasseristi chiedevano una radicalizzazione del regime nazista e il rovesciamento delle élite tedesche, definendo l’ascesa al potere di Hitler come una “mezza rivoluzione” che andava completata.
Otto Strasser era anche fortemente pan-europeista, arrivando perfino a lodare Richard von Coudenhove-Kalergi per i suoi sforzi a favore dell’unità europea.
Tra le politiche del Terzo Reich che Otto criticava di più c’era il coinvolgimento tedesco nella guerra civile spagnola. Arrivò perfino a chiedere a SS, SA e Reichswehr di ribellarsi a Hitler con lo slogan: “Nessun sangue tedesco per la Spagna, viva la Germania”.
Si dice anche che Otto Strasser si considerasse un nazista dissidente in merito alle politiche razziali.

## Influenza

### In Finlandia negli anni ‘30
Il politico finlandese Yrjö Ruutu fondò l'Unione Nazionalsocialista Finlandese (Suomen Kansallissosialistinen Liitto, SKSL) nel 1932, che all'epoca era uno dei numerosi partiti nazisti finlandesi. Le idee di Ruutu includevano la nazionalizzazione delle grandi aziende e di altri beni vitali per gli interessi nazionali, un'economia pianificata autosufficiente, un parlamento controllato dai sindacati e la nomina di tecnocrati come ministri. Il partito di Ruutu rimase ai margini della politica finlandese e non ha mai ottenuto alcun seggio in parlamento, ma si ritiene che abbia avuto una notevole influenza sull'ideologia della Academic Karelia Society e del presidente Urho Kekkonen.  Nel 1944, tutti i partiti nazisti in Finlandia furono sciolti in quanto contrari all'articolo 21 dell'armistizio di Mosca, che vietava i partiti fascisti.

### In Germania nel dopoguerra

Bandiera del Fronte Nero, comunemente usata dagli strasseristi.

Durante gli anni '70, le idee di strasserismo iniziarono ad essere menzionate di più nei gruppi europei di estrema destra quando i membri più giovani senza legami con Hitler e un più forte senso di antisemitismo economico venivano alla mente. Il pensiero strasserista in Germania ha iniziato ad emergere come una tendenza all'interno del Partito Nazionale Democratico di Germania (NDPD) alla fine degli anni '60. Questi strasseristi hanno svolto un ruolo di primo piano nel garantire la rimozione di Adolf von Thadden dalla leadership e dopo la sua partenza il partito è diventato più forte nel condannare Hitler per quello che vedeva come il suo allontanamento dal socialismo per corteggiare i leader degli affari e dell'esercito.
Sebbene inizialmente adottato dall'NDPD, lo strasserismo divenne presto associato a figure estremiste più periferiche, in particolare Michael Kühnen, che produsse un opuscolo del 1982 Addio a Hitler che includeva una forte approvazione dell'idea. Il Movimento Socialista Popolare di Germania/Partito del Lavoro, un movimento estremista minore che fu fuorilegge nel 1982, adottò la politica. Il suo movimento successore, il Fronte Nazionalista, ha fatto allo stesso modo, con il suo programma in dieci punti che chiedeva una "rivoluzione culturale antimaterialista" e una "rivoluzione sociale anticapitalista" per sottolineare il suo sostegno all'idea. Anche il Partito dei Lavoratori della Germania Libera si è spostato verso queste idee sotto la guida di Friedhelm Busse alla fine degli anni '80.
La bandiera del movimento strasserista del Fronte Nero e il suo simbolo di un martello incrociato e una spada è stata usata dai neonazisti tedeschi e da altri europei all'estero come sostituto della più famigerata bandiera nazista che è vietata in alcuni paesi come la Germania.